# Năm loài thú săn lớn

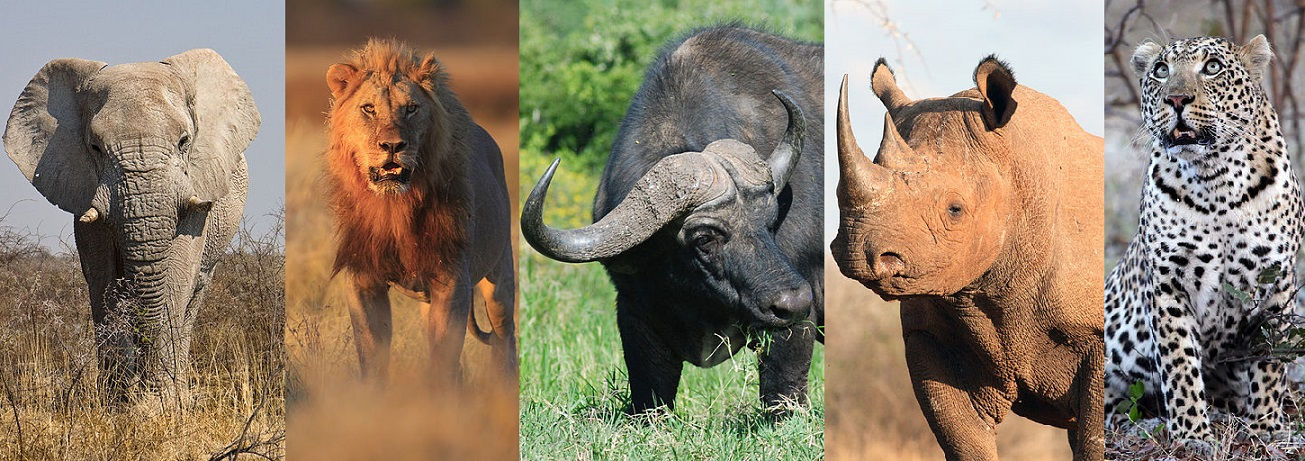
Năm loài thú săn lớn

Ở châu Phi, năm loài thú săn lớn (tiếng Anh: Big Five game), năm dã thú lớn, hay năm loài động vật lớn (tiếng Anh: Big Five) là một nhóm năm loài động vật lớn bao gồm sư tử, báo hoa mai, tê giác, voi, và trâu rừng châu Phi. Thuật ngữ năm loài thú săn lớn được nêu ra bởi những tay săn bắn thể thao chỉ về những con thú khó săn nhất ở châu Phi mà có thể thiệt mạng nhưng đem lại nhiều chiến tích vinh quang. Sau đó thuật ngữ này đã được thông qua bởi các nhà khai thác du lịch Safari cho các mục đích tiếp thị, quảng bá. Thuật ngữ này được sử dụng trong hầu hết các hướng dẫn viên du lịch và động vật hoang dã thảo luận về safari với động vật hoang dã ở châu Phi với tính cách như là những loài biểu trưng.
Các con thú trong nhóm hệ Big Five này được lựa chọn vì tính chất, mức độ khó trong việc săn bắn chúng và mức độ nguy hiểm, chứ không phải là vì kích cỡ của chúng, mặc dù đúng như tên gọi, tất cả chúng đều thuộc nhóm động vật lớn hay thú cỡ lớn, loài có kích thước nhỏ nhất là báo hoa mai cũng được xếp vào nhóm mèo lớn và là một trong những loài thú ăn thịt hàng đầu. Các quốc gia có thể tìm thấy tất cả các thành viên trong số này bao gồm Angola, Botswana, Zambia, Uganda, Namibia, Ethiopia, Nam Phi, Kenya, Tanzania, Zimbabwe, Cộng hòa Dân chủ Congo, Rwanda và Malawi.
Sư tử châu Phi và voi rừng châu Phi được phân loại là dễ bị tổn thương, còn báo hoa mai châu Phi và tê giác trắng được phân loại là gần bị đe dọa. Tê giác đen và tê giác trắng phương bắc đều được phân loại là nguy cấp, do đó, săn bắn chúng được cấp phép rất hạn chế. Còn trâu rừng châu Phi là loài động vật có số lượng đông đảo nhất do đó, tình trạng bảo tồn của nó ít quan tâm nhất, nhưng nó đang trải qua sự suy giảm quần thể ở các khu vực không kiểm soát do săn bắn và đô thị hóa ngày càng tăng mạnh.